# Kai Schröter
Kai Schröter (* 1974 in Trostberg) ist ein deutscher Filmeditor.

## Werdegang
Schröter wuchs in Dorfen auf. Seit 2000 ist er im Bereich Filmschnitt tätig. Für den Kinofilm mit dokumentarischen Hintergrund  über die Graffiti-Szene Wholetrain wurde er 2007 mit dem Deutschen Kamerapreis (Förderpreis) und 2009 mit dem Grimme-Preis geehrt.

## Filmografie (Auswahl)
- 2006: Wholetrain
- 2007: Dr. Psycho – Die Bösen, die Bullen, meine Frau und ich (Serie, Folge 1–4)
- 2007: Lissi und der wilde Kaiser
- 2008: 9to5 – Days in Porn
- 2009: Romeo und Jutta
- 2010: Vincent will Meer
- 2011–2013: Liebe am Fjord (Fernsehreihe, vier Folgen)
  - 2011: Das Ende der Eiszeit
  - 2011: Das Meer der Frauen
  - 2012: Abschied von Hannah
  - 2013: Sog der Gezeiten
- 2011: Kommissarin Lucas – Gierig
- 2012: Sams im Glück
- 2013: Kommissarin Lucas – Lovergirl
- 2013: Kommissarin Lucas – Bittere Pillen
- 2014: Warum ich meinen Boss entführte
- 2014: Der Koch
- 2015: Macho Man
- 2016: Tatort – Der treue Roy
- 2016: Burg Schreckenstein
- 2016: LenaLove
- 2017: Unter deutschen Betten
- 2017: Burg Schreckenstein 2
- 2019: Zimmer mit Stall (Fernsehreihe, 2 Folgen)
- 2020: Pan Tau(Fernsehserie, 6 Folgen)
- 2021: Weißbier im Blut
- 2021: Polizeiruf 110: Monstermutter
- 2022: Almost Fly (Serie, 6 Folgen)
- 2023: Die Wespe (Serie, 6 Folgen)
- 2024: Alles gelogen